# اتفاق تطبيع العلاقات بين إسرائيل والإمارات العربية المتحدة
اتفاق التطبيع الإماراتي الإسرائيلي وتُطلق عليه إسرائيل اسم اتفاق إبراهيم (بالعبرية: הסכם אברהם)، هو اتفاقٌ أُعلن بين إسرائيل والإمارات العربية المتحدة في 13 أغسطس (آب) 2020، وبتوقيعه أصبحت الإمارات ثالث دولة عربية، بعد مصر عام 1979 والأردن عام 1994، توقع اتفاقية سلام مع إسرائيل، وكذلك الدولة الخليجية الأولى التي تقوم بذلك وتليها مملكة البحرين. ستعمل الاتفاقية على تسوية العلاقات بين البلدين. ونشر محمد بن زايد في إعلانه على تويتر حول الاتفاق أنه سيوقف الضم الإسرائيلي لمناطق غور الأردن من الضفة الغربية، بينما نفى رئيس الوزراء الإسرائيلي بنيامين نتنياهو تراجعه عن خططه بضم الأغوار الواقعة في الأراضي الفلسطينية المحتلة، مؤكدًا على التزامه بوعوده للإسرائيليين بالضم، بالتنسيق مع الولايات المتحدة وتواترت الأخبار عن تعليق الضم. على الصعيد الشعبي الإماراتي فإن مسحا إحصائيا سبق الاتفاق كشف عدم موافقة نحو 80% من الإماراتيين بالسماح للراغبين بأن تربطهم «علاقات عمل أو روابط رياضية مع الإسرائيليين»، وذلك في تباين بين آراء الغالبية الشعبية وبين السياسة الرسمية الإماراتية الحالية.

## التسمية
تُعرف معاهدة السلام (بالإنجليزية: Peace treaty) حسب القانون الدولي بأنه معاهدةٌ (أو اتفاقٌ) بين طرفين أو أكثر من الأطراف المُتعادية (عادةً ما تكون دولًا أو حكوماتٍ) بحيث تُنهي رسميًا حالة الحرب بين الأطراف. وُقعت معاهدة السلام المصرية الإسرائيلية في 26 مارس 1979، وترتب عليها توقف حالة الحرب التي كانت قائمة منذ الحرب العربية الإسرائيلية عام 1948 مع سحب إسرائيل لكامل قواتها المُسلحة والمدنيين من شبه جزيرة سيناء التي كانت قد احتلتها خلال حرب 1967. أما معاهدة السلام الأردنية الإسرائيلية والتي وُقعت في 26 أكتوبر 1994 فقد حسمت العديد من القضايا، ومنها الحدود الإدارية بين الأردن والضفة الغربية التي احتلتها إسرائيل عام 1967، بالإضافة لقضايا المياه والجرائم والبيئة والمعايير الحدودية وجوازات السفر والتأشيرات واللاجئين الفلسطينيين، ونصت مُعاهدة السلام على إنهاء حالة العداء الرسمية بين البلدين.
حسب خبير العلاقات الدولية والدبلوماسي العراقي السابق عمر غانم، فإنه في سياق القضية الفلسطينية يُمكن استعمال مصطلح «معاهدة سلام» مع الدول الحدودية لإسرائيل، والتي كانت قد دخلت في نزاعاتٍ مسلحةٍ مباشرة معها منذ عام 1948، وتشمل سوريا، لبنان، الأردن، مصر، فلسطين. أما «اتفاق التطبيع» فهو يُشير إلى جعل العلاقات طبيعيةً بعد فترةٍ من التوتر أو القطيعة، وتتضمن إنشاء علاقاتٍ دبلوماسية بين إسرائيل والدول المُقاطعة، تضامنًا مع القضية الفلسطينية والدول الحدودية، بالاعتماد على قرارات جامعة الدول العربية ومنظمة التعاون الإسلامي.
يُطلق على الاتفاق الإماراتي الإسرائيلي العديد من التسميات، وتتضمن: اتفاق التطبيع الإماراتي الإسرائيلي، معاهدة السلام الإماراتية الإسرائيلية، اتفاق السلام الإماراتي الإسرائيلي، الاتفاق الثلاثي (الإماراتي-الإسرائيلي-الأمريكي).
تُطلق إسرائيل على هذه المُعاهدة اسم اتفاق إبراهيم أو اتفاقيات أبراهام (بالعبرية: הסכם אברהם)، نسبةً إلى النبي إبراهيم، باعتباره شخصيةً محوريةً في الأديان السماوية الثلاث الرئيسية في العالم، وهي الإسلام والمسيحية واليهودية.

## خلفية تاريخية
مُنذ عام 1971، أشار أول رئيس لدولة الإمارات الشيخ زايد بن سلطان آل نهيان إلى إسرائيل باسم «العدو». في تشرين الثاني/نوفمبر 2015، أعلنت إسرائيل أنها ستفتح مكتبًا دبلوماسيًا في الإمارات، وهي المرة الأولى مُنذ أكثر من عقد من الزمن التي يكون فيها لإسرائيل وجود رسمي في الخليج العربي. في آب/أغسطس 2019، أدلى وزير خارجية إسرائيل بإعلان علني حول التعاون العسكري مع الإمارات العربية المتحدة وسط تصاعد التوترات مع إيران.
كانت إسرائيل تعمل مع الإمارات سرًا في الأشهر التي سبقت الاتفاق على محاربة جائحة فيروس كورونا 2019–20، حيث ذكرت وسائل الإعلام الأوروبية أنَّ الموساد قد حصل سرًا على معداتٍ صحيةٍ من دول الخليج. صرح رئيس الوزراء الإسرائيلي بنيامين نتانياهو في نهاية يونيو 2020 أنَّ البلدين يتعاونان لمحاربة فيروس كورونا وأنَّ رئيس الموساد يوسي كوهين كان قد سافر عدة مرات إلى الإمارات، وعلى الرغم من هذا، إلا أنَّ الإمارات وضحت الأمر بعد ساعاتٍ قليلةٍ أنه كان مُجرد ترتيب بين شركاتٍ خاصة وليس على مستوى الدولة.
تأتي هذه الخطوة أيضًا في أعقاب إنهاء إدارة ترامب للاتفاق النووي الإيراني وزيادة المخاوف الإسرائيلية بشأن تطوير برنامج نووي إيراني، وهو ما تنفيه طهران. تدعم إيران حاليًا فصائل مختلفة في حروب بالوكالة من سوريا إلى اليمن، بينما دعمت الإمارات التحالف الذي تقوده السعودية ضد القوات المتحالفة مع إيران التي تقاتل هناك.

## الاتفاق

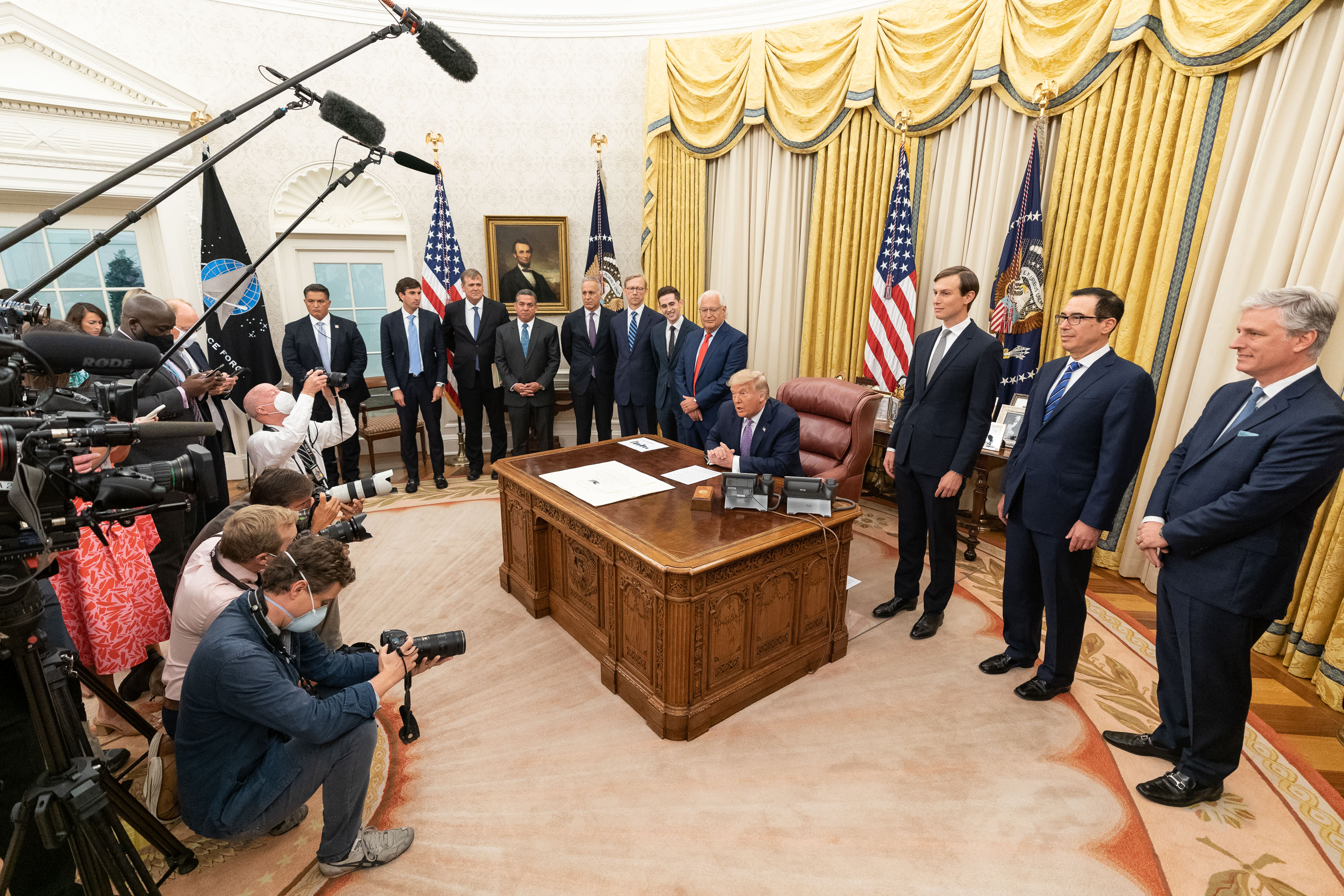
الرئيس الأمريكي دونالد ترامب يعلن لوسائل الإعلام الاتفاق من المكتب البيضاوي في البيت الأبيض بتاريخ 13 أغسطس 2020

أعلن أنور قرقاش وزير الدولة الإماراتي للشؤون الخارجية في 13 أغسطس 2020، عن موافقة الإمارات على تطبيع العلاقات مع إسرائيل، قائلًا إنَّ بلاده تريد التعامل مع التهديدات التي تواجه حل الدولتين، وتحديدًا ضم الأراضي الفلسطينية، كما حثَّ الفلسطينيين والإسرائيليين على العودة إلى طاولة المفاوضات، وأشار إلى أنه لا يعتقد أنه ستكون هناك أية سفارة في القدس إلا بعد الاتفاق النهائي بين الفلسطينيين والإسرائيليين. وفقًا للرئيس الأمريكي دونالد ترامب ورئيس الوزراء الإسرائيلي بنيامين نتنياهو، فإنَّ إسرائيل والإمارات العربية المتحدة ستقومان بتطبيع العلاقات الدبلوماسية بشكلٍ كامل، وسيتبادلان السفارات والسفراء ويبدآن التعاون في جميع المجالات وفي مجموعةٍ واسعة من المجالات بما في ذلك السياحة والتعليم، بالإضافة إلى الرعاية الصحية والتجارة والأمن.
وجاء في بيانٍ مُشترك أصدره ترامب ونتنياهو وزايد أنَّ «هذا الاختراق الدبلوماسي التاريخي سيعزز السلام في منطقة الشرق الأوسط ويشهد على الدبلوماسية الجريئة والرؤية للقادة الثلاثة وشجاعة الإمارات العربية المتحدة وإسرائيل. لرسم مسار جديد من شأنه أن يطلق الإمكانات العظيمة في المنطقة.» وقالت الإمارات العربية المتحدة أنها ستواصل «دعم الشعب الفلسطيني» وأنَّ «الاتفاقية ستُحافظ على احتمالات حل الدولتين بين إسرائيل وفلسطين». على الرغم من الاتفاق، إلا أن نتنياهو صرح بأن مطالبة إسرائيل بالسيادة على غور الأردن لا تزال على جدول الأعمال ومجمدة فقط حاليًا.
وغرد زايد أنَّ «الإمارات العربية المتحدة وإسرائيل اتفقتا أيضًا على التعاون ووضع خارطة طريق نحو إقامة علاقة ثنائية".»
نص الاتفاقية باللغة العربية:
| « | بيان مشترك للولايات المتحدة ودولة إسرائيل ودولة الإمارات العربية المتحدة الرئيس دونالد ترامب، ورئيس الوزراء الإسرائيلي بنيامين نتنياهو، والشيخ محمد بن زايد، ولي عهد أبو ظبي ونائب القائد الأعلى لدولة الإمارات العربية المتحدة تحدث اليوم ووافق على التطبيع الكامل للعلاقات بين إسرائيل والإمارات العربية المتحدة. سيعمل هذا الاختراق الدبلوماسي التاريخي على تعزيز السلام في منطقة الشرق الأوسط وهو شهادة على الدبلوماسية الجريئة ورؤية القادة الثلاثة وشجاعة الإمارات العربية المتحدة وإسرائيل لرسم مسار جديد من شأنه إطلاق الإمكانات العظيمة في المنطقة. تواجه البلدان الثلاثة العديد من التحديات المشتركة وستستفيد بشكل متبادل من الإنجاز التاريخي اليوم. ستجتمع وفود من إسرائيل والإمارات العربية المتحدة في الأسابيع المقبلة لتوقيع اتفاقيات ثنائية تتعلق بالاستثمار، والسياحة، والرحلات المباشرة، والأمن، والاتصالات، والتكنولوجيا، والطاقة، والرعاية الصحية، والثقافة، والبيئة، وإنشاء سفارات متبادلة، ومجالات أخرى ذات المنفعة المتبادلة. سيؤدي فتح العلاقات المباشرة بين اثنين من أكثر المجتمعات ديناميكية في الشرق الأوسط والاقتصادات المتقدمة إلى تغيير المنطقة من خلال تحفيز النمو الاقتصادي، وتعزيز الابتكار التكنولوجي، وإقامة علاقات أوثق بين الناس. نتيجة لهذا الاختراق الدبلوماسي وبناءً على طلب الرئيس ترامب وبدعم من دولة الإمارات العربية المتحدة، ستعلق إسرائيل إعلان السيادة على المناطق المحددة في رؤية الرئيس للسلام وستركز جهودها الآن على توسيع العلاقات مع الدول الأخرى في العالم العربي والإسلامي. إن الولايات المتحدة وإسرائيل والإمارات العربية المتحدة على ثقة من إمكانية حدوث اختراقات دبلوماسية إضافية مع الدول الأخرى، وستعمل معًا لتحقيق هذا الهدف. ستقوم دولة الإمارات العربية المتحدة وإسرائيل على الفور بتوسيع وتسريع التعاون فيما يتعلق بعلاج وتطوير لقاح لفيروس كورونا. بالعمل معًا، ستساعد هذه الجهود في إنقاذ حياة المسلمين واليهود والمسيحيين في جميع أنحاء المنطقة. إن تطبيع العلاقات والدبلوماسية السلمية سيجمعان اثنين من أكثر شركاء أمريكا الإقليميين موثوقية وقدرة. ستنضم إسرائيل والإمارات العربية المتحدة إلى الولايات المتحدة لإطلاق أجندة إستراتيجية للشرق الأوسط لتوسيع التعاون الدبلوماسي والتجاري والأمني. إلى جانب الولايات المتحدة، تشترك إسرائيل والإمارات العربية المتحدة في نظرة مماثلة فيما يتعلق بالتهديدات والفرص في المنطقة، فضلاً عن الالتزام المشترك بتعزيز الاستقرار من خلال المشاركة الدبلوماسية وزيادة التكامل الاقتصادي والتنسيق الأمني الوثيق. اتفاقية اليوم ستؤدي إلى حياة أفضل لشعوب الإمارات العربية المتحدة وإسرائيل والمنطقة. تستذكر الولايات المتحدة وإسرائيل بامتنان ظهور دولة الإمارات العربية المتحدة في حفل استقبال البيت الأبيض الذي أقيم في 28 يناير 2020، حيث قدم الرئيس ترامب رؤيته للسلام، وتعربان عن تقديرهما للبيانات الداعمة للإمارات العربية المتحدة. وسيواصل الطرفان جهودهما في هذا الصدد للتوصل إلى حل عادل وشامل ودائم للصراع الإسرائيلي الفلسطيني. كما هو موضح في رؤية السلام، يمكن لجميع المسلمين الذين يأتون بسلام زيارة المسجد الأقصى والصلاة فيه، ويجب أن تظل الأماكن المقدسة الأخرى في القدس مفتوحة للمصلين المسالمين من جميع الأديان. يعرب رئيس الوزراء نتنياهو وولي العهد الشيخ محمد بن زايد آل نهيان عن تقديرهما العميق للرئيس ترامب لتفانيه من أجل السلام في المنطقة والنهج البراغماتي والفريد الذي اتبعه لتحقيق ذلك. | » |

يُتوقع أنَّ توقع اتفاقية السلام في بداية سبتمبر (أيلول) 2020 في البيت الأبيض، كما قال دونالد ترامب في إعلانٍ صحفيٍ له يوم 14 أغسطس «أتطلّع إلى الترحيب بهما قريباً جدّاً في البيت الأبيض للتوقيع رسمياً على الاتفاق، الذي على الأرجح سيحدث هذا في غضون الأسابيع الثلاثة المقبلة. سيأتيان إلى واشنطن.». كما أعلن السفير الأميركي في تل أبيب ديفيد فريدمان أنَّ «مختلف الأطراف اختارت بدقة الصيغة. توقف موقّت، وليس استبعاد الأمر نهائيًا».
ذكرت قناة كان الإسرائيلية أنَّ رئيس الموساد يوسي كوهين سيتوجهُ يوم 26 أغسطس إلى الإمارات للقاء ولي عهد أبوظبي محمد بن زايد لبلورة تفاصيل اتفاقية السلام بين البلدين.

### اختلاف التصريحات
كان هُناك اختلافٌ في التصريحات حول ضم غور الأردن في الضفة الغربية، حيث كان محمد بن زايد آل نهيان قد غرد عبر تويتر قائلًا: «... تم الاتفاق على إيقاف ضم إسرائيل للأراضي الفلسطينية ...»، كما نشر باللغة الإنجليزية قائلًا «... stop further Israeli annexation of Palestinian ...». وذلك في حين قال رئيس الوزراء الإسرائيلي بنيامين نتانياهو أنه مُلزم بمسألة ضم الضفة، ولن يتنازل عنها، حيثُ قال «لم أعطِ الإمارات أي التزام بإلغاء ضم الضفة ولا زال قرار الضم قائمًا وسننفذه.»، وأنَّ إسرائيل وافقت على «تعليق» (suspend) وليس «إيقاف» (stop).

## ردود الفعل

الإمارات وإسرائيل
مؤيد
معترض
محايد
لا تصريحات عامة

### السلطة الفلسطينية
أصدر الرئيس الفلسطيني محمود عباس دعوةً لاجتماعٍ عاجل لإصدار بيانٍ حول الإعلان الثلاثي الأميركي-الإماراتي-الإسرائيلي. جاء فيه رفض القيادة الفلسطينية واستنكارها الشديدين للإعلان الثلاثي، وتأكيدها على أن منظمة التحرير الفلسطينية هي الممثل الشرعي والوحيد للشعب الفلسطيني، ولا يحق لدولة الإمارات التحدث بالنيابة عن الشعب الفلسطيني، كما اعتبر هذه الخطوة نسفًا للمبادرة العربية للسلام وقرارات القمم العربية والإسلامية والشرعية الدولية وعدوانا على الشعب الفلسطيني. كما أعلن رياض المالكي وزير الخارجية والمغتربين أنه بناءً على تعليمات الرئيس محمود عباس فقد استُدعي السفير الفلسطيني عصام مصالحة من دولة الإمارات وبشكل فوري.
أُجري اتصالٌ بين إسماعيل هنية والرئيس محمود عباس لمناقشة التطورات المتعلقة بالاتفاق، وقالت حركة المقاومة الإسلامية حماس: «أكد الجانبان بشكل واضح، رفض هذا الاتفاق المعلن، معتبرين أنه اتفاق غير ملزم للشعب الفلسطيني، ولن يتم احترامه، وشددا على أن كل مكونات شعبنا، تقف صفاً واحداً في رفض التطبيع أو الاعتراف بالاحتلال على حساب حقوق شعبنا. كما أكدا خلال الاتصال، على أنه غير مسموح لأي كان أن يجعل من فلسطين وقدسها وأقصاها وشهدائها وعذابات أبنائها جسراً للتطبيع مع العدو، واتفقا على استمرار التواصل الدائم، وتعزيز التنسيق المشترك داخل الساحة الوطنية الفلسطينية؛ لمواجهة تطورات هذا الموقف».
في 17 أغسطس 2020، قررت الحكومة الفلسطينية إلغاء مشاركتها في معرض إكسبو 2020 الذي سيُقام في أكتوبر 2021 في دبي رفضًا للاتفاق الإماراتي الإسرائيلي.
قال رئيس الوزراء الفلسطيني محمد اشتية عن هبوط طائرة إسرائيلية في الإمارات: «كان أملنا أن تحطّ طائرة إماراتية بركابها في القدس المحررة.. يؤلمنا أن نرى اليوم هبوط طائرة إسرائيلية في أبو ظبي، تحمل اسم (كريات جات) المستعمرة التي بنيت على أراضي قرية الفالوجا التي حوصر فيها جمال عبدالناصر، في خرق واضح للموقف العربي المتعلق بالصراع العربي-الإسرائيلي».
في 15 سبتمبر 2020، قالت الرئاسة الفلسطينية إن:«كل ما جرى في البيت الأبيض، من توقيع اتفاقيات بين دولة الإمارات العربية المتحدة ومملكة البحرين وسلطة الاحتلال الإسرائيلي لن يحقق السلام في المنطقة.» وأنها:«لم ولن تفوض أحدا بالحديث باسم الشعب الفلسطيني ونيابة عن منظمة التحرير الفلسطينية الممثل الشرعي والوحيد للشعب الفلسطيني.»
في 22 سبتمبر 2020، قررت دولة فلسطين تخليها عن حقها برئاسة الدورة الحالية لمجلس جامعة الدول العربية ردًا على اتخاذ الأمانة العامة للجامعة موقفًا داعمًا للإمارات والبحرين بعد تطبيع علاقاتهما مع إسرائيل. كما قال وزير الخارجية والمُغتربين الفلسطيني رياض المالكي: «إن فلسطين لا يشرفها رؤية هرولة دول عربية للتطبيع مع الاحتلال، ولن تتحمل عبء الانهيار وتراجع المواقف العربية والهرولة للتطبيع.» لاحقًا اعتذرت كل من قطر، وجزر القمر، والكويت، ولبنان وليبيا استلام رئاسة الجامعة.

#### مواقف ممثلي الطوائف السياسية والدينية الفلسطينية
طالب أمين سر اللجنة التنفيذية لمنظمة التحرير الفلسطينية، صائب عريقات، بأن يُصدر الأمين العام لجامعة الدول العربية أحمد أبو الغيط بيانًا بإدانة الاتفاق الإماراتي الإسرائيلي، أو الاستقالة من منصبه. وقال أيضًا «الإمارات كافأت إسرائيل ونتنياهو على جرائمهما، والاتفاق الإماراتي الإسرائيلي، خرق فاضح لقرارات الجامعة العربية». كما ذكر عضو اللجنة المركزية لحركة فتح جبريل الرجوب أنَّ محمد دحلان يُمثل جزءًا من الاتفاق الإماراتي الإسرائيلي، وأكد الرجوب أنَّ دحلان إذا عاد لفلسطين فعليه أن يمثل أمام القضاء، وأضاف قائلًا «سفيرنا غادر الإمارات ولن يعود إليها مُطلقاً، وبعض دول الخليج تريد خدمة بنيامين نتنياهو ودونالد ترامب، وأقول للإمارات: "بدكم تخدموا فلسطين وأهل القضية ليس لديهم خبر؟».
قال المتحدث باسم حركة حماس فوزي برهوم إنَّ «الاتفاق الأمريكي الإسرائيلي الإماراتي خطير، وبمثابة مكافأة مجانية للاحتلال الإسرائيلي على جرائمه وانتهاكاته بحق الشعب الفلسطيني».
من ناحية أخرى، انتقدت حنان عشراوي عضو اللجنة التنفيذية لمنظمة التحرير الفلسطينية الاتفاقية، وكتبت على موقع تويتر «تمت مكافأة إسرائيل على عدم التصريح علانية بما كانت تفعله بفلسطين بشكل غير قانوني ومستمر منذ بداية الاحتلال. وكشفت الإمارات عن تعاملاتها السرية من خلال التطبيع مع إسرائيل. من فضلك لا تفعل لنا معروفا. نحن لسنا ورقة تين لأحد!». كما صرح عضو اللجنة المركزية لحركة فتح عباس زكي أنَّ الاتفاق هو «تخلٍ منها عن الواجب القومي والديني والإنساني تجاه القضية الفلسطينية».
أعلنت كتائب شهداء الأقصى، وهي الذراع العسكري لحركة فتح، «أن الإمارات تضع نفسها في قائمة أعداء الشعب الفلسطيني.» وأنَّ «الإعلان الثلاثي الأمريكي الإسرائيلي الإماراتي يأتي ضمن سلسلة تحالف قوى الشر من أجل شرعنة الإحتلال وضرب خاصرة المشروع الوطني الفلسطيني.»، حيث اعتبرت أنَّ دولة الإمارات أصبحت دولة مُعادية للشعب الفلسطيني، مطالبةً الشعب الإماراتي بالنزول إلى الشوارع رفضًا لهذه الخيانة.
كما أعلنت حركة الجهاد الإسلامي في فلسطين «أن إعلان دولة الإمارات تطبيع العلاقات مع الاحتلال الإسرائيلي يمثل سقوطا أخلاقيا واستراتيجيا للسياسة الإماراتية التي تتنكر للإجماع القومي العربي.»، كما اعتبرت الحركة «إن محاولة تبرير الاتفاق بأنه جاء لوقف مخطط الضم، هو تضليل محض واستخفاف لا ينطلي على أحد، فالاتفاق هو مكافأة للاحتلال على جرائمه وعدوانه وغطاء لتمرير مخطط "صفقة القرن"». وأيضًا أكدت الجبهة الشعبية لتحرير فلسطين أنَّ الإعلان «هو طعنة جديدة في خاصرة شعبنا وقضيته الوطنية، ومؤامرة جديدة على أمتنا العربية ستمهّد لمزيدٍ من الحرب العدوانية والتوسّع الصهيوني والتهويد والاستيطان لأرضنا بمباركة إماراتية هذه المرة».
حرّم مفتي القدس والديار الفلسطينية محمد حسين على الإماراتيين الصلاة في المسجد الأقصى، بموجب فتوى كان قد أصدرها عام 2012 بحق كل من يطبع مع إسرائيل ويصالحها. كما شدد عكرمة صبري رئيس الهيئة الإسلامية العليا في القدس ومفتي الأراضي الفلسطينية السابق على رفض أي اتفاق يمس حرمة المسجد الأقصى، كما قال إن: «التطبيع الإماراتي، وغيره مع إسرائيل ليس جديدا، بل كان تحت الطاولة والآن فوق الطاولة».
وصفت الهيئة الإسلامية المسيحية لنصرة القدس والمقدسات الاتفاق بأنه «التفاف على حقوق شعبنا الفلسطيني، ومحاولة لإضعاف القضية الفلسطينية، وضرب بعرض الحائط لمبادرة السلام العربية، وصفعة للإجماع الشعبي العربي برفض التطبيع مع دولة الاحتلال الاسرائيلي.» كما أدانت اللجنة الرئاسية العليا لمتابعة شؤون الكنائس في فلسطين الاتفاق الإماراتي الإسرائيلي، معتبرةً إياه اعتداءً على الحقوق الفلسطينية وانتهاكًا لكافة القرارات العربية والإسلامية ومشاركة مباشرة في تنفيذ ما ورد في صفقة القرن.
أدانت شبكة المنظمات الأهلية الفلسطينية الاتفاق الإماراتي الإسرائيلي.

#### الردود الشعبية الفلسطينية
في 14 أغسطس 2020، نظم فلسطينيون وقفة رافضة لمعاهدة السلام بين الإمارات وإسرائيل في باحة المسجد الأقصى، وأحرقوا صورًا لمحمد بن زايد. كما خرجت مظاهرات ومسيرات منددة بالمعاهدة في مناطق نابلس، وغزة، ويطا وسلفيت أُحرق في بعضها علم دولة الإمارات وصورٍ لمحمد بن زايد. تكررت المظاهرات في 15 أغسطس في رام الله، وجنين وسلفيت.

### الدولة الإماراتية
أعلن وزير الدولة الإماراتي للشؤون الخارجية أنور قرقاش موافقة الإمارات على تطبيع العلاقات مع إسرائيل، قائلًا إن بلاده تريد التعامل مع التهديدات التي تواجه حل الدولتين، وتحديدًا ضم الأراضي الفلسطينية، وحث الفلسطينيين والإسرائيليين للعودة إلى طاولة المفاوضات، كما أشار إلى أنه لا يعتقد أنه ستكون هناك أي سفارة في القدس إلا بعد الاتفاق النهائي بين الفلسطينيين والإسرائيليين.
أصدر يوسف العتيبة، السفير الإماراتي لدى الولايات المتحدة، بيانًا يشيد بالاتفاقية باعتبارها «مكسبًا للدبلوماسية والمنطقة»، مضيفًا أنها «تخفف التوترات وتخلق طاقة جديدة من أجل التغيير الإيجابي».
استضافات القناة الإماراتية سكاي نيوز عربية في 17 أغسطس 2020 رئيس الوزراء الإسرائيلي بنيامين نتانياهو في مقابلة خاصة بعد الاتفاق الإماراتي الإسرائيلي، ذكر خلالها وجود تحوّل كبير في مواقف الكثير من الدول العربية تجاه إسرائيل، وأن قرار ضم غور الأردن عُلق بطلب من الأمريكيين.
في 15 سبتمبر 2020، شارك تلفزيون دبي في بث مباشر مشترك مع تلفزيون البحرين الحكومي والقناة الإسرائيلية الثانية عشر بمناسبة توقيع اتفاقي التطبيع بين دولهم. كما غير تلفزيون دبي خلال مراسم توقيع اتفاق التطبيع بين الإمارات وإسرائيل، شعاره بوضع كلمة دبي بالعبرية، فوق الكلمة العربية.
إلى جانب الدول العربية، بدأ الإماراتيون أيضًا يشعرون بالإحباط من اتفاقيات إبراهيم، مع اشتداد الحرب في غزة. وظلت الإمارات العربية المتحدة شريان الحياة الدبلوماسي الوحيد لإسرائيل، الأمر الذي أدى بدوره إلى علاقات عامة إيجابية مع الغرب وأموال بالمليارات لدولة الإمارات العربية المتحدة. وقال نائب قائد شرطة دبي، ضاحي خلفان، إن “نوايا إسرائيل شريرة”، وإن على القادة العرب “إعادة النظر في مسألة التعامل مع إسرائيل”.

### الحكومة الإسرائيلية
أعلن رئيس الوزراء الإسرائيلي بنيامين نتانياهو أنَّ وفودًا مُشتركة بين الإمارات وإسرائيل ستلتقي قريبًا لبلورة بنود الاتفاق. وعلق الرئيس الإسرائيلي رؤوفين ريفلين على الاتفاق بدعوة ولي عهد أبو ظبي محمد بن زايد آل نهيان إلى زيارة القدس، حيث قال عبر تغريدةٍ على موقع تويتر: «إن الاتفاق بين إسرائيل والإمارات العربية، هو نقطة تحوّل استراتيجيّة، نحو مسارات جديدة في منطقتنا... كلي أمل على أن تدعم هذه الخطوة الثقة بيننا وبين شعوب المنطقة، حتى الوصول لوفاق واسع وثابت بين الجميع».
أضاءت بلدية يافا–تل أبيب مبنى البلدية بألوان العلم الإماراتي احتفاءً بالتوصل لاتفاق لتطبيع العلاقات بين البلدين.
أعلنت تايمز إسرائيل في 14 أغسطس، أنَّ مسؤولين إسرائيليين يُجرون محادثاتٍ مع البحرين بشأن تطبيع العلاقات معها، حيث من المتوقع أن تكون البحرين الدولة التالية التي تقيم علاقات رسمية مع إسرائيل.
كشفت صحيفة إسرائيل هيوم في 14 أغسطس، أنَّ بنيامين نتنياهو كان قد زار دولة الإمارات مرتين على الأقل سرًا خلال العامين الماضيين، كما قالت «إن زيارات نتنياهو إلى الإمارات كانت ضمن الاتصالات بين البلدين لصياغة اتفاق تطبيع العلاقات، والذي أعلن عنه رسميا أمس الخميس»، ووضحت أنَّ كل زيارة لنتنياهو استغرقت عدة ساعات، وكان يرافقه فيها رئيس مجلس الأمن القومي مائير بن شبات، لافتةً إلى أن هذه الزيارات هي التي مهدت الطريق للإعلان عن اتفاق سلام مشترك بين الإمارات وإسرائيل، وذلك بعد سنواتٍ من العلاقات السرية بينهما.
نشرت قناة (كان) الإسرائيلية في 15 أغسطس، مُراسل القناة روعي كايس، وهو يتجول في أحد المولات في دبي.
في 20 أغسطس 2020، قال وزير الاتصالات الإسرائيلي السابق أيوب قرا إن الاتفاق بين الإمارات وإسرائيل كان جاهزًا منذ 2019، ولكنه أُجل إعلانه نتيجة الأوضاع الداخلية الإسرائيلية التي أدت إلى إعادة انتخابات الكنيست ثلاث مرات.
في 15 سبتمبر 2020، احتفت سُلطات الاحتلال الإسرائيلي بعد توقيع اتفاقا التطبيع مع الإمارات والبحرين بإضاءة أسوار مدينة القُدس القديمة المُحتلة بأعلام الولايات المُتحدة، وإسرائيل، والإمارات والبحرين.

#### ردود الفعل الإسرائيلية على مسألة الضم
أعلن بنيامين نتياهو أنه مُلزم بمسألة ضم الضفة، ولن يتنازل عنها، حيثُ قال «لم أعطِ الإمارات أي التزام بإلغاء ضم الضفة ولا زال قرار الضم قائمًا وسننفذه.» فيما نقلت قناة (كان) الإسرائيلية عن رئيس مجلس مستوطنات شمال الضفة يوسي دغان قوله: «إذا باع نتنياهو فرض السيادة مقابل قطعة من الورق مع دولة بعيدة لم تهدد "إسرائيل" أبدًا، فهذا يعني أن ما فعله عملية خداع لجمهور بأكمله»، وحسب القناة 13 الإسرائيلية أنَّ نفتالي بينت، عضو الكنيست وزير الجيش الإسرائيلي السابق قال: «من المؤسف أن نتنياهو أضاع فرصة تأتي مرة كل مائة عام لتطبيق السيادة الإسرائيلية».
في 16 أغسطس 2020 أعلن بنيامين نتانياهو أنَّ «اتفاق التطبيع مع الإمارات لا يفرض على إسرائيل الانسحاب من أي أراض»، وأكمل «سيفتح الباب أمام تعاون علني كامل بين البلدين في مختلف المجالات».

### الحكومات العربية
- مصر أشاد الرئيس المصري عبد الفتاح السيسي بالاتفاق الإماراتي الإسرائيلي، وقال عبر تغريدةٍ على موقع تويتر: «تابعت بإهتمام وتقدير بالغ البيان المشترك الثلاثي بين الولايات المتحدة الأميركية ودولة الإمارات العربية الشقيقة وإسرائيل حول الاتفاق على إيقاف ضم إسرائيل للأراضي الفلسطينية، واتخاذ خطوات من شأنها إحلال السلام في الشرق الأوسط، كما أثمن جهود القائمين على هذا الاتفاق من أجل تحقيق الازدهار و الاستقرار لمنطقتنا.»[77]
- الأردن ربط بيان الخارجية الأردنية بما ستقوم به إسرائيل بعد الإتفاق، مشترطا اختيار إسرائيل «السلام العادل الذي يشكل إنهاء الاحتلال وحل الدولتين الذي يجسد الدولة الفلسطينية المستقلة ذات السيادة القابلة للحياة وعاصمتها القدس المحتلة على خطوط الرابع من حزيران  1967 [...] او استمرار الصراع».[78][79]
- اليمن بعد ساعات من الإعلان عن الاتفاقية، غرد حساب وزارة الخارجية اليمنية باسم الوزير محمد الحضرمي في تويتر وأكد بأن موقف اليمن ثابت تجاه القضية الفلسطينية ولن يتغير وقال «سيظل الشعب اليمني داعماً للشعب الفلسطيني الشقيق ولِحقِه في أرضه ودولته، ولن نحيد».[80]
- عُمان أعلنت وزارة خارجية سلطنة عمان عن تأييدها لقرار دولة الإمارات العربية المتحدة بشأن العلاقات مع إسرائيل في إطار الإعلان التاريخي المشترك بينها وبين الولايات المتحدة وإسرائيل.[81]
- البحرين أعلنت وزارة الخارجية البحرينية في بيان تعرب البحرين عن بالغ التهاني لدولة الإمارات العربية المتحدة الشقيقة وقيادتها الحكيمة على الإعلان مع الولايات المتحدة الأمريكية وإسرائيل عن التوصل لاتفاق.[82]
- موريتانيا أكدت وزارة الخارجية الموريتانية على دعمها لمواقف دولة الإمارات العربية وفق مصالحها الوطنية ومصالح العرب والمسلمين وقضاياها العادلة.[83]
- تونس: أصدرت رئاسة مجلس نواب الشعب بإشراف رئيسه راشد الغنوشي بيانا يندد فيه بالاتفاق بين «الإمارات والكيان الصهيوني»، محذرا من مآلاته على القضية الفلسطينية، ودعا المجلس إلى البرلمانات العربية والإسلامية والدولية للتنديد بهذا الاتفاق.[84]
- السعودية: قال وزير الخارجية السعودي فيصل بن فرحان أن بلاده لن تطبع مع إسرائيل إلا في حال تحقيق السلام مع الشعب الفلسطيني أولًا.[85]
- الجزائر قال الرئيس الجزائري المنتخب عبد المجيد تبون «إن مواقف الجزائر ثابتة إزاء القضية الفلسطينية» مضيفا إنها «قضية مقدسة بالنسبة إلينا وإلى الشعب الجزائري برمته» [86] ونعت التطبيع بأنه « الهرولة للتطبيع والتي لن نشارك فيها ولن نباركها».[87][88][89] وعبرت قوى سياسية ومواطنون جزائريون عن رفضهم الاتفاق الإماراتي الإسرائيلي، واعتبروها «خيانة وطعنة في ظهر الجسد العربي.»[90]

### الحكومات غير العربية
- الولايات المتحدة الأمريكية عبّر الرئيس الأمريكي دونالد ترامب لدى إعلانه عن الاتفاق عن فخره بإنجازه الشخصي،[79] وأعلن على حسابه الرسمي في تويتر: «حدث ضخم اليوم! اتفاقية سلام تاريخية بين صديقينا العظيمين، إسرائيل والإمارات العربية المتحدة».[36]
- تركيا أعلن الرئيس التركي رجب طيب أردوغان بأنهُ قد يُعلق العلاقات الدبلوماسية مع الإمارات أو سحب السفير على خلفية اتفاقية التطبيع وأكد بأن «لم ولن نترك فلسطين لقمة سائغة لأحد أبدا».[91] كما أصدرت القنصلية التركية العامة في القدس بيانًا يُؤكد «أن قيام الإمارات من خلال تصرف أحادي بالسعي للقضاء على مبادرة السلام العربية، التي أطلقتها جامعة الدول العربية بقيادة المملكة العربية السعودية عام 2002 وبدعم من منظمة التعاون الإسلامي عام 2002، هو أمر مقلق للغاية.»، كما شددت على أنه لا يوجد أي مصداقية في هذا الإعلان الذي يدّعي دعمه للقضية الفلسطينية، وأنَّ هدف الإمارات هو تحقيق مصالح سرية من خلال الخطة الأميركية التي وُلدت ميتة وليست لها أية صلاحية، يعتبر تجاهلا لإرادة الشعب الفلسطيني.[92]
- بريطانيا رحب رئيس الوزراء البريطاني بوريس جونسون بهذه الاتفاقية وقال بأن «تطبيع العلاقات بين الإمارات وإسرائيل هو نبأ سار للغاية.»[93]
- إيران أدانت وزارة الشؤون الخارجية الإيرانية الاتفاق واعتبرته مجرد «حماقة استراتيجية».[94] كما صرحت وكالة تسنيم الدولية للأنباء أنَّ الصفقة الإسرائيلية الإماراتية «مُخزية».[95] صرح الرئيس الإيراني حسن روحاني ووصف الاتفاقية بأنها «خيانة لتطلعات الفلسطينيين والعرب والمسلمين والقدس» وقال بأن حساباتنا سوف تختلف إذا فتحت الإمارات المجال لإسرائيل في المنطقة.[96]
- روسيا أصدرت وزارة الخارجية الروسية بيانًا أشارت فيه إلى أن تعليق ضم الضفة الغربية في إطار الاتفاق الإماراتي الإسرائيلي هو عنصر مهم. وأن هذا الضم كان ليؤدي إلى «إزالة أفق قيام دولة فلسطينية قابلة للحياة وموحدة ومتكاملة إقليميًّا».[97]
- لوكسمبورغ انتقدت الوضع الذي وضعت فيه الإمارات القضية الفلسطينية، ولكنها لم تنفصل في الوقت نفسه عن الخط العام للاتحاد الأوروبي، فقال وزير خارجية لوكسمبورغ جان أسيلبورن «إنّ توقيع الإمارات على اتفاق لتطبيع علاقاتها مع إسرائيل، هو بمثابة بيع للقضية الفلسطينية من أجل تحقيق مكاسب اقتصادية.»، كما أضاف «الشعب العربي الفلسطيني هو بالفعل عالق بين الحبال، ولسنوات خلت لم يعد التضامن مع الفلسطينيين أمرا ذا أولوية، خاصة في الخليج»، كما أكد على دعمه لحل الدولتين.[98][99]
- جنوب أفريقيا عبرت عن قلقها بخصوص التطورات التطبيعية بين حكومتي إسرائيل والإمارات فيما يتعلق بالمأزق الذي يقع فيه الفلسطينيون، مؤكدة أنه وبالرغم من حق سيادة للإمارات السياسي فيما يتعلق بإنشاء علاقات دبلوماسية مع إسرائيل، إلا أنه من المؤسف أن ذلك تم دون اتفاق يتعلق بمصير الفلسطينيين ودون إشراكهم.[100]

### ردود فعل الجماعات والطوائف السياسية والشعبية العربية والدولية
- الكويت رفضت القوى السياسية الكويتية الاتفاق بإعلانها[ب] «رفضها المطلق للتطبيع مع الاحتلال الاسرائيلي أو الاعتراف به، والتطبيع خيانة وليس وجهة نظر، والاعتراف بالاحتلال الاسرائيلي جريمة بحق فلسطين وأهلها والأمتين العربية والإسلامية.»، كما أكدت دعمها للقضية الفلسطينية رسميًا وشعبيًا، مذكرةً أنَّ الكويت لازالت في حرب دفاعيةٍ بموجب المرسوم الأميري الصادر سنة 1967 والنافذ المفعول إلى اليوم.[101]
- تونس نددت بالإتفاق عدة أحزاب تونسية ممثلة في البرلمان منها حركة النهضة وائتلاف الكرامة وحزب التيار الديمقراطي وحركة الشعب بإصدارها بيانات تندد بالاتفاق، كما أصدرت منظمات أخرى بيانات مشابهة على غرار الهيئة الوطنية للمحامين بتونس والجمعية التونسية للمحامين الشبان واتحاد الكتاب التونسيين والاتحاد العام التونسي للشغل.[102] كما رفض القرار كل من الرئيس السابق المنصف المرزوقي ورئيسي الحكومة السابقين حمادي الجبالي وعلي العريض.
- ليبيا أصدر مجلس البحوث والدراسات الشرعية في دار الإفتاء الليبية بيانًا «يطلب من المُسلمين بمعاملة الإمارات  معاملة العدو الصهيوني واعتبارها معادية للمسلمين، لأنها تسعى في خراب ديار المسلمين، وبث الفرقة بينهم.»، كما قال البيان «إن حكام الإمارات ما زالوا يثبتون من خلال سياساتهم المرتمية في أحضان الصهاينة، معاداتهم للاسلام، وخدمتهم لأعدائه، بأن جعلوا أنفسهم حراسا للكيان الصهيوني»، كما اعتبر أنَّ ما قامت به الإمارات هو خيانة للأمة ومقدساتها وخدمة للعدو.[103] كما أضرم محتجون ليبيون النار في مبنى السفارة الإماراتية في العاصمة الليبية طرابلس احتجاجًا على تطبيع دولة الإمارات للعلاقات مع إسرائيل.[104]
- المغرب استنكرت 32 هيئة ومنظمة من الهيئات والمنظمات السياسية والنقابية والحقوقية والشبابية والنسائية المغربية الاتفاق الإماراتي الإسرائيلي.[105] قامت هيئات ومنظمات بالاحتجاج أمام سفارة الإمارات بالمغرب بسبب التطبيع .[106][107][108]
- العراق نددت شخصيات سياسية (وتشمل نوري المالكي، جواد الخالصي، قيس الخزعلي) وأحزاب وقوى عراقية (متمثلة بالحزب الشيوعي العراقي، مجلس علماء العراق، تجمع علماء صلاح الدين، جبهة الإنقاذ، لجنة الدفاع عن الأقصى، جبهة النجيفي) بالإعلان الثلاثي، وأعلنت وقوف العراق بكافة أطيافه مع الشعب الفلسطيني وقضيته العادلة، وأنَّ اتفاق التطبيع مرفوض.[109]
- عمان: انتقد مفتي عمان الشيخ أحمد بن حمد الخليلي الاتفاقية بشكل غير مباشر، قائلًا أن تحرير المسجد الأقصى واجب ودَيْن.[110]
- احتفت الفدرالية الصهيونية للمملكة المتحدة وإيرلندا على لسان رئيسها بول تشارني[111] بالاتفاق معبرة إياه دليلا على حكمة السياسات الإسرائيلية أحادية الجانب، وأن القوة والمصالح والضرورة هي السياسات التي تؤتي أكلها مع دول الشرق الأوسط، ومعتبرا إياها إثباتا أنه من الحكمة رفض الدعوات للانتقاد العلني لسياسات إسرائيل، ومستشرفا أن تلحق البحرين وعمان بخط الإمارات.[112]
- لبنان اعتبرت الجماعة الإسلامية في لبنان الاتفاق الإماراتي الإسرائيلي «طعنة في ظهر الشعب الفلسطيني.»[113]
- أفتت منظمة الاتحاد العالمي لعلماء المسلمين بعدم جواز ما أقدمت عليه الإمارات من تطبيع العلاقات مع الاحتلال الإسرائيلي، واعتبرت أن ما جرى ليس صلحًا أو هدنة، إنما تنازل عن أقدس الأراضي وأكثرها بركة.[114]

### الردود الشعبية

#### عبر مواقع التواصل الإجتماعي
شهدت مواقع التواصل الاجتماعي انتشارًا لهاشتاجات رافضة لاتفاق التطبيع الإماراتي الإسرائيلي، ومنها أن انتشر عبر موقع تويتر هاشتاج #التطبيع_خيانة حيث عبر الكثيرون عن رفضهم لهذا الاتفاق الإماراتي الإسرائيلي، وكان هذا الهاشتاج قد تصدر المرتبة الثالثة في قائمة الترند على مستوى الإمارات والعراق والجزائر، كما تصدر المرتبة الأولى في الأردن وتونس والمغرب. أما في سلطنة عُمان فقد تصدر هاشتاج #عمانيون_ضد_التطبيع وهاشتاج #فلسطين، وجاء هاشتاج #كويتيون_ضد_التطبيع في المرتبة الأولى في الكويت، أما في السعودية فتصدر هاشتاج #خليجيون_ضد_التطبيع. استعرضت المنشورات عبر هذه الهاشتاجات مآسي الشعب الفلسطيني ورموزه من شهداء وأسرى الحروب والمجازر التي تعرض لها. تذكر شبكة قدس الإخبارية: «غرّد الناشطون ورواد مواقع التواصل الاجتماعية على هاشتاج عديدة أخرى رافضة للاتفاق التطبيعي، مؤكدين أن الشعوب لن تحيد بوصلتها عن القضية الفلسطينية حتى لو تورط الحُكام في التطبيع مع الاحتلال.».

#### مقاطعة مثقفين وفنانين للإمارات على خلفية الاتفاق
أعلن العديد من المُثقفين العرب مُقاطعتهم للجوائز والأنشطة الثقافية التابعة للإمارات العربية المُتحدة، حيثُ أعلنت الروائية المغربية الزهرة رميج انسحابها من جائزة الشيخ زايد للكتاب، وذلك بسحب ترشيحها لرواية «قاعة الانتظار». كما أعلن الشاعر والأديب الأردني أحمد أبو سليم سحب ترشيح روايته «بروميثانا» من الترشح لجائزة البوكر العربية، مع مقاطعة كافة النشاطات الثقافية لدولة الإمارات. أيضًا أعلن المصور الفلسطيني محمد بدارنة انسحابه من معرض «وجهة نظر 8» التي تنظمه مؤسسة الشارقة للفنون.

## تحليلات

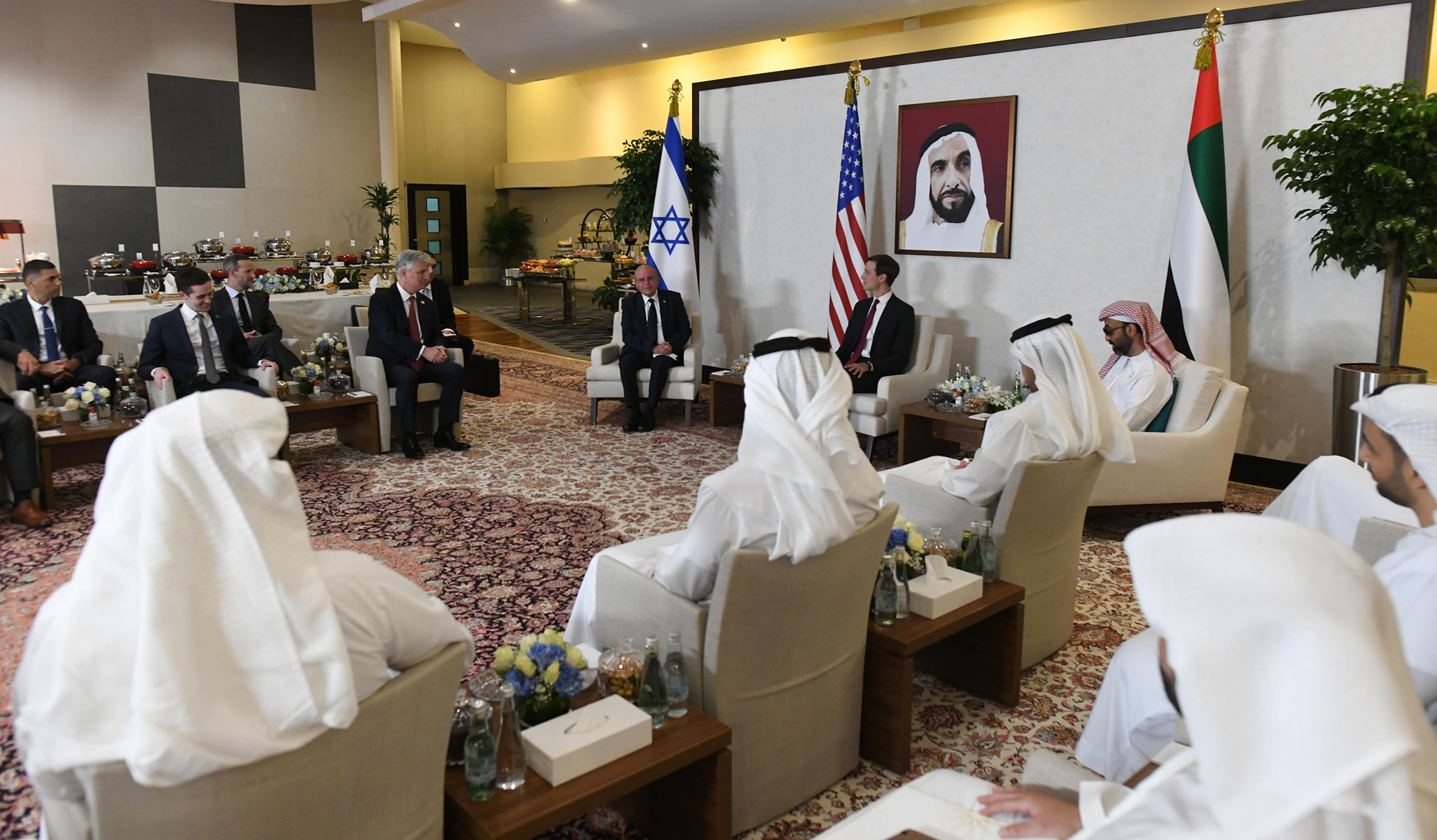
جاريد كوشنر يترأس المفاوضين الإسرائيليين والإماراتيين في محادثاتٍ لإنجاز العلاقات الرسمية

وفقًا لليزا غولدمان، المؤسس المشارك لمجلة +972، فإنَّ نتنياهو لم يكن مُهتمًا من الأصل بقضية ضم الضفة الغربية، وأنَّ الإمارات العربية المتحدة «تدعي انتصارًا دبلوماسيًا في مقابل تعاون أمني قيم للغاية من جانب إسرائيل، وكل هذا على ظهور الفلسطينيين كالعادة».
وحسب إيلي جيرانمايه، المُحللة في المجلس الأوروبي للعلاقات الخارجية، فإنهُ من غير المرجح أنَّ تُغير الاتفاقية من قواعد اللعبة بالنسبة لإيران، لأنَّ الأخيرة افترضت منذ زمنٍ وجود علاقاتٍ سرية بين البلدين.
ووفقًا لهانو جوسولا من جامعة هلسنكي، فإنَّ الاتفاقية تعني أن الفلسطينيين سيعتقدون أنَّ الإمارات العربية المتحدة تضع مصالحها الخاصة فوق مصالح الفلسطينيين، الذين افترضوا دائمًا أنَّ الدول العربية لن توقع معاهدات سلام مع إسرائيل قبل ضمان حقوق الفلسطينيين.
في 16 أغسطس 2020، كتب فريق تحرير ذا فايننشيل تايمز (Financial Times) أنَّ الاتفاقية، بدلاً من تحقيق السلام، فإنها قد تؤدي إلى تفاقم شعور الفلسطينيين باليأس وتسبب المزيد من المشاكل في المستقبل حيث أنَّ الحكومتين الإسرائيلية والأمريكية لم تُظهران أي اهتمامٍ في حل عادل للنزاع الفلسطيني الإسرائيلي.
وبحسب المحلل الإماراتي سالم الكتبي، قال وزيرا الخارجية الشيخ عبد الله بن زايد آل نهيان ويائير لابيد في مقال مشترك إن الاتفاق بين الإمارات وإسرائيل له بعد استراتيجي طويل الأمد. ورأى الكتبي إنه برغم الصراع مع غزة وتغيير رئيس وزراء إسرائيل، إلا أن الجانبين واصلا علاقاتهما ووقعا المزيد من الاتفاقيات بينهما منذ الإعلان عن الاتفاق.

## مظاهر ما بعد اتفاق البلدين
في 16 أغسطس (آب) 2020، افتتحت إسرائيل والإمارات خدمات هاتفية مباشرةً بين البلدين، بالإضافة إلى إزالة الحجب عن عددٍ من المواقع الإلكترونية الإسرائيلية والتي كانت محظورةً سابقًا. كما وقعت الشركة الإماراتية (APEX National Investment) ومجموعة تيرا الإسرائيلية اتفاقية شراكة لأبحاث كوفيد-19، مما يجعلها أول صفقة تجارية موقعة بين شركتين في البلدين منذ تطبيع العلاقات.
في 17 أغسطس 2020، صرح رئيس الوزراء الإسرائيلي بنيامين نتانياهو إن إسرائيل تعمل على بدء رحلات جوية مباشرة إلى الإمارات باستخدام المجال الجوي السعودي. ونفى نتنياهو ومسؤولون آخرون فيما بعد تقارير بالموافقة على بيع الولايات المتحدة طائرات حربية من طراز F-35 إلى الإمارات عقب الصفقة. قال وزير الخارجية الإماراتي أنور قرقاش في مقابلة مع المجلس الأطلسي في 20 أغسطس إن اتفاق السلام سيزيل أي عوائق في الحصول على الطائرات، رغم أن الإمارات لم تقدم طلبًا جديدًا لها بعد الاتفاق.
في 27 أغسطس 2020، اختتم وزير الخارجية الأمريكي مايك بومبيو زيارته إلى سُلطان عُمان هيثم بن طارق، كانت رحلته إلى الشرق الأوسط بهدف تشجيع الدول العربية أن تحذو حذو الإمارات. وفقًا لهيو لوفات من المجلس الأوروبي للعلاقات الخارجية، «... يبدو أن عدم وجود أي التزامات علنية إضافية خلال جولة الوزير بومبيو الإقليمية يشبه الذروة»، مضيفًا أنه «من الممكن أن يكون هناك نقص في الوضوح بشأن الولايات المتحدة. الالتزام بتسليم طائرات F-35 إلى الإمارات كان من الممكن أن يلعب دورًا في إبطاء الموجة الثانية من التطبيع».
في 28 أغسطس 2020، أعلن مُتحدث باسم شركة إل عال الإسرائيلية للطيران أنها ستقوم بتسيير أول رحلة تجارية بين إسرائيل والإمارات مرورًا عبر أجواء السعودية. تنطلق الرحلة التي تحمل الرقم (971) وهو رمز الاتصال الدولي للإمارات واسمها كريات غات، على متنها وفد إسرائيلي أميركي يترأسه مستشار دونالد ترامب جاريد كوشنر نحو مطار أبو ظبي الدولي. كتبت الشركة على مقصورة قيادة الطائرة كلمة «سلام» باللغات العربية والعبرية والإنجليزية. لاحقًا فتحت دولتا السعودية والبحرين مجالهما الجوي بشكل دائم للرحلات بين إسرائيل والإمارات. كما أعلنت الشركة في 3 سبتمبر 2020، عن بدء تنفيذها رحلات جوية تجارية أسبوعية كل يوم أربعاء إلى الإمارات.
في 9 سبتمبر 2020، رفضت جامعة الدول العربية إدانة قرار الإمارات العربية المتحدة للتطبيع مع إسرائيل بعد أن اعترضت عدة دول على مشروع القرار الفلسطيني المقدم.

## السفير الإماراتي في تل ابيب
في 14 فبراير (شُباط) 2021 عُين محمد آل خاجة سفيرًا للإمارات العربية المتحدة في إسرائيل.